# Kato Snauwaert
Kato Snauwaert is een Belgisch voormalig volleybalster.

## Levensloop
Snauwaert was actief bij Rembert Torhout en Asterix Kieldrecht. Met deze club werd ze in 1997-'98 landskampioen en won ze driemaal de Beker van België (1998, 1999 en 2000). In seizoen 1999-2000 maakte ze de overstap naar Isola Tongeren. Na haar speelsterscarrière werd ze actief als coach bij PNV Waasland en was ze een van de oprichters van volleybalschool 'Volley4You'.
Met Julien Van de Vyver heeft ze twee dochters (Ilka en Jutta) die eveneens actief zijn in het volleybal.